# Edi (Film)
Edi ist ein polnischer Film des Regisseurs Piotr Trzaskalski. Premiere hatte der Film am 18. Oktober 2002.

## Handlung
Edi und sein Freund Jurek sind Zigeuner, die durch das Sammeln von Schrott ihr Leben finanzieren. Edi trifft eines Tages zwei Zigeuner, die ihm anbieten, Privatlehrer ihrer Schwester, die sie Prinzessin nennen, zu werden. Edi, der eine große Liebe zu Büchern hat, nimmt das Angebot an. Die Schwester wird von ihren Brüdern im Haus eingesperrt, um zu verhindern, dass sie mit anderen Männern Kontakt hat. Edi hat Mitleid mit ihr und ermöglicht ihr eines Tages, aus dem Haus zu entkommen. Sie ergreift die Chance und trifft sich mit ihrem Freund, einem Zigeunerbuben. Als sie einige Zeit später schwanger wird, fällt der Verdacht der Brüder sofort auf den Zigeunerbuben. Die Prinzessin schützt ihn und behauptet, Edi habe sie vergewaltigt. Dafür wird Edi von den Brüdern kastriert, und später wird ihm sein Kind gegeben, um es aufzuziehen. Edi, wohl wissend, dass es nicht sein Kind ist, widerspricht nicht.
Edi geht auf das Land und zieht dort das Kind groß. Bei der Taufe des Kindes tauchen unerwartet die Prinzessin und der leibliche Vater des Kindes auf, um ihr Kind abzuholen.

## Auszeichnungen
- Spezialpreis der Jury, Preis für die beste Kameraführung, bestes Szenenbild und beste männliche Nebenrolle (Jacek Braciak) sowie der Preis der Journalisten auf dem Polnischen Filmfestival Gdynia 2002
- Goldene Frosch für die beste Kameraführung auf dem Internationalen Filmkunstfestival CAMERIMAGE in Łódź, 2002
- Hauptpreis des polnischen Filmkunfstfestivals Prowincjonalia in Wrzesnia, 2003
- Polnischen Filmpreis für die beste männliche Nebenrolle (Jacek Braciak) 2003
- Hauptpreis des Wettbewerbs Mittel- und Osteuropäischer Filme beim Festival des unabhängigen Films in Cleveland, 2003
- Berlinale 2003: FIPRESCI-Preis innerhalb des Internationalen Forums des jungen Films sowie Preis der Ökumenischen Jury und Don Quixote Award.